# Kazimierz Kałucki

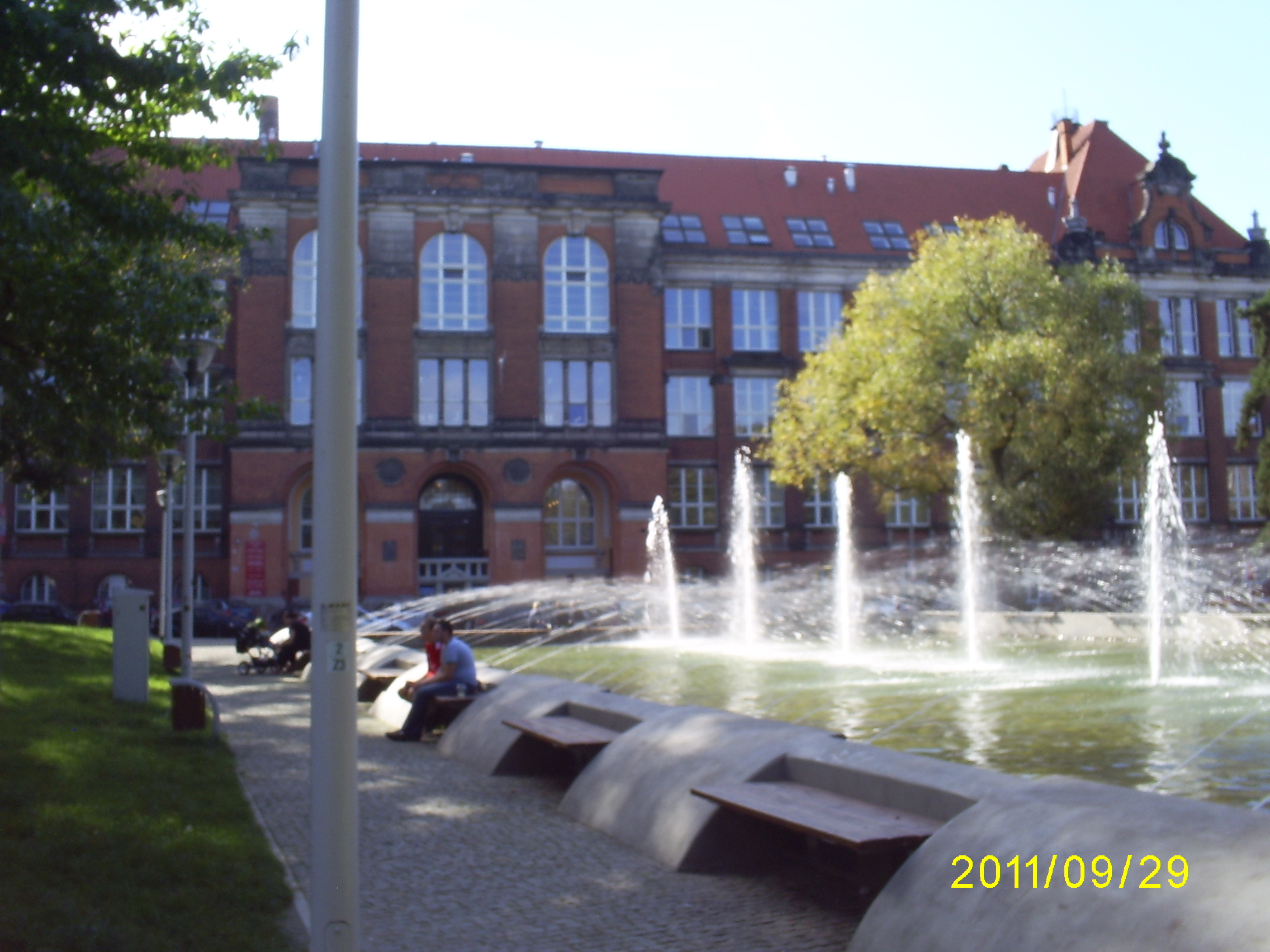
Politechnika Szczecińska – budynek Wydziału Technologii i Inżynierii Chemicznej („Stara Chemia”)

Kazimierz Kałucki (ur. 17 sierpnia 1935 w Sasowie, zm. 8 maja 2005 w Szczecinie) – chemik, specjalista w zakresie technologii chemicznej, naukowiec i nauczyciel akademicki.

## Życiorys
Kazimierz Kałucki urodził się w 1935 r. w województwie tarnopolskim. Po II wojnie światowej  został wysiedlony – wraz z rodzicami – do Dębna Lubuskiego na Ziemiach Odzyskanych (Ziemie Zachodnie), gdzie skończył szkołę średnią. We wrześniu 1952 r. rozpoczął studia w Szczecinie, na Wydziale Chemicznym ówczesnej Szkoły Inżynierskiej. Tytuł magistra inżyniera chemii otrzymał w 1957 r. jako absolwent Politechniki Szczecińskiej, w którą przekształcono WSI w roku 1955.
Pracę naukową i dydaktyczną rozpoczął pod kierownictwem prof. Józefa Kępińskiego, w dziedzinie technologii chemicznej, której pozostał wierny. Początkowo zajmował się głównie problemami chemii i technologii chloru, a później procesami katalitycznymi – ich teoretycznymi podstawami i zastosowaniami w praktyce przemysłowej. Stopień doktora uzyskał w 1966 roku. W latach 1969–1970 odbył staż naukowy w Uniwersytecie Technicznym w Delfcie (Delft, Holandia). Został habilitowany w roku 1982. W Politechnice Szczecińskiej przebył całą drogę awansu służbowego – od stanowiska asystenta do profesora zwyczajnego (1993 r.).
W latach 1987–1990 był Prorektorem ds. Nauki PS, a w latach 1996–2002 – dziekanem Wydziału Technologii i Inżynierii Chemicznej. Był też przez wiele lat  członkiem Senatu PS.
Na Wydziale utworzył i kierował Zakładem Podstaw Technologii Chemicznej, który w 1992 roku został przekształcony w Instytut Technologii Nieorganicznej i Inżynierii Środowiska. Pełnił funkcję dyrektora Instytutu do śmierci w roku 2005.
W 1992 roku Kazimierz Kałucki zainicjował ogólnopolską współpracę specjalistów w obszarze technologii chemicznej, w tym:
- koordynację prac zmierzających do opracowania standardów nauczania technologii (zostały przyjęte przez Radę Główną Szkolnictwa Wyższego i MEN),
- powołanie ogólnopolskiego Kongresu Technologii Chemicznej – I Kongres odbył się w Szczecinie w 1994 r., powołano też Stały Komitet Kongresów Chemicznych, który nie ogranicza się do organizacji cyklicznych spotkań – między kongresami zajmuje się koordynacją prac jednostek naukowych oraz nauki i przemysłu,
- stworzenie nowego międzynarodowego czasopisma, poświęconego technologii chemicznej (ułatwiającego popularyzację osiągnięć polskich specjalistów).

Kazimierz Kałucki utworzył redakcję „Polish Journal of Chemical Technology” w swoim Instytucie i kierował nią do śmierci. Pismo jest notowane przez Chemical Abstracts i znajduje się na liście filadelfijskiej.
W 2005 roku zorganizował w Szczecinie kolejne spotkanie na temat kształcenia, z zamiarem przedyskutowania niezbędnych modyfikacji programu – otworzył konferencję, jednak nagła śmierć uniemożliwiła realizację zamierzeń.

## Tematyka pracy naukowej
Prace naukowe Kazimierza Kałuckiego dotyczyły przede wszystkim technologii chloru i związków chloru oraz procesów katalitycznych, w tym wytwarzania nowoczesnych katalizatorów. Szczególnie wyróżniane są:
- opracowania podstaw teoretycznych otrzymywania ditlenku chloru i odfenolowania ścieków oraz wdrożenia technologii (instalacja ClO2 w  Instytucie Celulozowo–Papierniczym w Łodzi i analogicznym instytucie w Leningradzie, instalacja w Olkuskiej Fabryce Naczyń Emaliowanych Emalia Olkusz S.A.),
- badania podstawowe i wdrożenia w praktyce przemysłowej katalizatorów syntezy amoniaku katalizy przemysłowej, szczególnie w procesach syntezy amoniaku (zakłady w Puławach, Włocławku i Policach).

Prace Kałuckiego, prowadzone we współpracy z Instytutem Nawozów Sztucznych w Puławach, umożliwiły uruchomienie produkcji nowego katalizatora syntezy NH3 dla potrzeb kilku wytwórni w kraju (m.in. w ZA Kędzierzyn) i za granicą, w tym – w wytwórni zachodnioeuropejskiej, która poprzednio konkurowała z Polską. Nestor polskiej szkoły katalitycznej, prof. Jerzego Habera (PAN Kraków), uznał opracowanie polskiego katalizatora syntezy amoniaku za jedno z największych osiągnięć w dziedzinie katalizy przemysłowej.
Spośród innych osiągnięć badawczych Kałuckiego i jego współpracowników wyróżniane są opracowania procesu konwersji metanu w oksygenaty (ominięcie etapu wytwarzania gazu syntezowego dzięki zastosowaniu katalizy heterogenicznej i homogenicznej).

## Publikacje
Kazimierz Kałucki jest autorem lub współautorem ok. 200 prac naukowych i 30 patentów. Tematykę naukowych publikacji Kazimierza Kałuckiego ilustrują tytuły artykułów zamieszczonych w bazie SIGMA-NOT, które ukazały się w czasopiśmie Przemysł Chemiczny:
- Beata Michalkiewicz, Kazimierz Kałucki, Bezpośrednia przemiana metanu do metanolu, formaldehydu i kwasów organicznych. Przemysł Chemiczny 2002, nr 3
- Barbara Grzmil, Kazimierz Kałucki, Chlorek potasu w procesach otrzymywania siarczanu potasu. Część I. Wytwarzanie siarczanu potasu z surowców naturalnych. Przemysł Chemiczny 2000, nr 2
- Barbara Grzmil, Kazimierz Kałucki, Chlorek potasu w procesach otrzymywania siarczanu potasu. Część II. Wytwarzanie siarczanu potasu z odpadowych siarczanów. Przemysł Chemiczny 2000, nr 3
- Marek Lewicki, Kazimierz Kałucki, Katalizator absorpcyjnego procesu usuwania SO2 z gazów odlotowych. Przemysł Chemiczny 1998, nr 12
- Ryszard J. Kaleńczuk, Kazimierz Kałucki, Metoda odsiarczania naturalnego węgla aktywnego – nośnika katalizatorów heterogennych. Przemysł Chemiczny 1993, nr 6
- Ryszard J. Kaleńczuk, Kazimierz Kałucki, Badanie szybkości termicznego rozkładu azotanu kobaltawego osadzonego na aktywnym tlenku glinu. Przemysł Chemiczny 1993, nr 8
- Ryszard J. Kaleńczuk, Kazimierz Kałucki, Badanie szybkości termicznego rozkładu azotanu kobaltawego osadzonego na aktywnym tlenku glinu. Przemysł Chemiczny  1993, nr 7
- Urszula Narkiewicz, Walerian Arabczyk, Kazimierz Kałucki, Aktywność w syntezie amoniaku katalizatorów żelazowych osadzonych na węglu aktywnym. Przemysł Chemiczny 1993, nr 3
- Kazimierz Kałucki, Walerian Arabczyk, Henryk Gabryel, Badania przebiegu wytopu katalizatora żelazowego do syntezy amoniaku. Przemysł Chemiczny 1994, nr 2
- Kazimierz Kałucki, Walerian Arabczyk, Antoni W. Morawski, Jan Kmita, Badania fizykochemicznych zmian w katalizatorze wanadowym do utleniania SO2 zachodzących w trakcie pracy w reaktorze przemysłowym. Przemysł Chemiczny 1993, nr 10
- Kazimierz Kałucki, Walerian Arabczyk, Urszula Narkiewicz, Zygmunt Śpiewak, Przemysłowy katalizator syntezy amoniaku o zwiększonej odporności termicznej. Przemysł Chemiczny 1994, nr 5
- Kazimierz Kałucki, Beata Michalkiewicz, Antoni W. Morawski Walerian Arabczyk, Janusz Ziebro, Utlenianie metanu do formaldehydu, Przemysł Chemiczny 1995, nr 4.

Kazimierz Kałucki publikował również materiały dydaktyczne, np.:
- Józef Kępiński, Kazimierz Kałucki, Iwo Pollo, Technologia chemiczna nieorganiczna, Wydawnictwo Naukowe PWN, Warszawa 1984[9],
- Kazimierz Kałucki, Materiały do zajęć laboratoryjnych z przedmiotu "Podstawy technologii chemicznej", Wyd. Uczelniane PS, 2005[10],
- Kazimierz Kałucki, Materiały do zajęć laboratoryjnych z przedmiotu "Reaktory chemiczne", Wyd. Uczelniane PS, 2005[11].

## Działalność pozauczelniana
Kazimierz Kałucki był:
- członkiem Komisji Technologii Chemicznej Komitetu Chemii PAN[12],
- przewodniczącym Sekcji Technologii Chemicznej w Komitecie Badań Naukowych i członkiem innych sekcji tego Komitetu,
- przewodniczącym Oddziału Polskiego Towarzystwa Chemicznego w Szczecinie,
- członkiem Klubu Katalizy PTChem oraz American Chemical Society[13].

## Odznaczenia
Kazimierz Kałucki był odznaczony m.in.:
- Krzyżem Oficerskim Orderu Odrodzenia Polski,
- Medalem Ignacego Mościckiego,
- Brązowym Krzyżem Zasługi,
- nagrodą Ministra Nauki i Szkolnictwa Wyższego,
- wyróżnieniem za szczególne zasługi dla Pomorza Zachodniego.

## Aktywność pozazawodowa – krótkofalarstwo
Przed obroną pracy doktorskiej Kazimierz Kałucki zaangażował się w krótkofalarstwo – otrzymał znak wywoławczy SP 1 CGM, a wkrótce został członkiem Zarządu Lokalnego Polskiego Związku Krótkofalowców. Był uczestnikiem i organizatorem imprez klubowych.
W  1970 roku, wracając ze stażu w Holandii przywiózł do kraju unikatowy nadajnik Heathkit HW-100 (urządzenie udostępniał
kolegom klubowym). Aktywny kontakt z elektroniką sprawił, że prof. Kałucki zdobył umiejętności pozwalające na samodzielne naprawianie aparatury elektronicznej i jej modernizację. Zainicjował też komputeryzację pracowni w Politechnice Szczecińskiej (doprowadził do zakupu jednego z pierwszych komputerów cyfrowych, samodzielnie tworzył algorytmy).